# Farol do Ilhéu Chão
O farol do Ilhéu Chão é um farol português que se localiza no ilhéu Chão, ilhas Desertas, arquipélago da Madeira. A sua construção data de 1959.